# Comuna Sverdlove, Bobrîneț
Sverdlove (în ucraineană Свердлове) este o comună în raionul Bobrîneț, regiunea Kirovohrad, Ucraina, formată din satele Pișceane, Polumeane și Sverdlove (reședința).

## Demografie
Componența lingvistică a comunei Sverdlove
     Ucraineană (95,31%)
     Rusă (3,05%)
     Alte limbi (0,82%)
Conform recensământului din 2001, majoritatea populației comunei Sverdlove era vorbitoare de ucraineană (95,31%), existând în minoritate și vorbitori de rusă (3,05%).